# Fotovoltaik

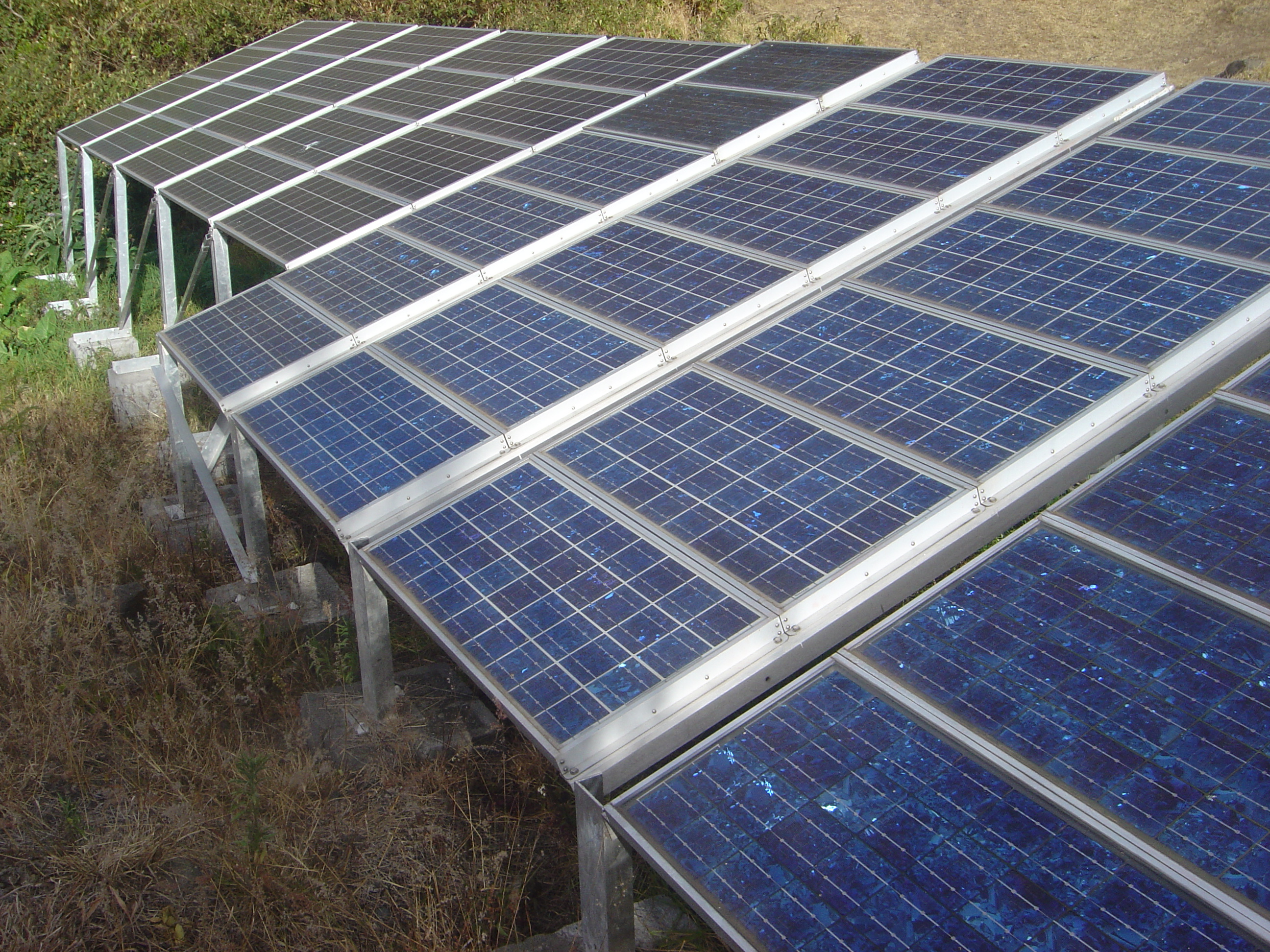
En fast fotovoltaikanläggning på den franska ön Réunion.

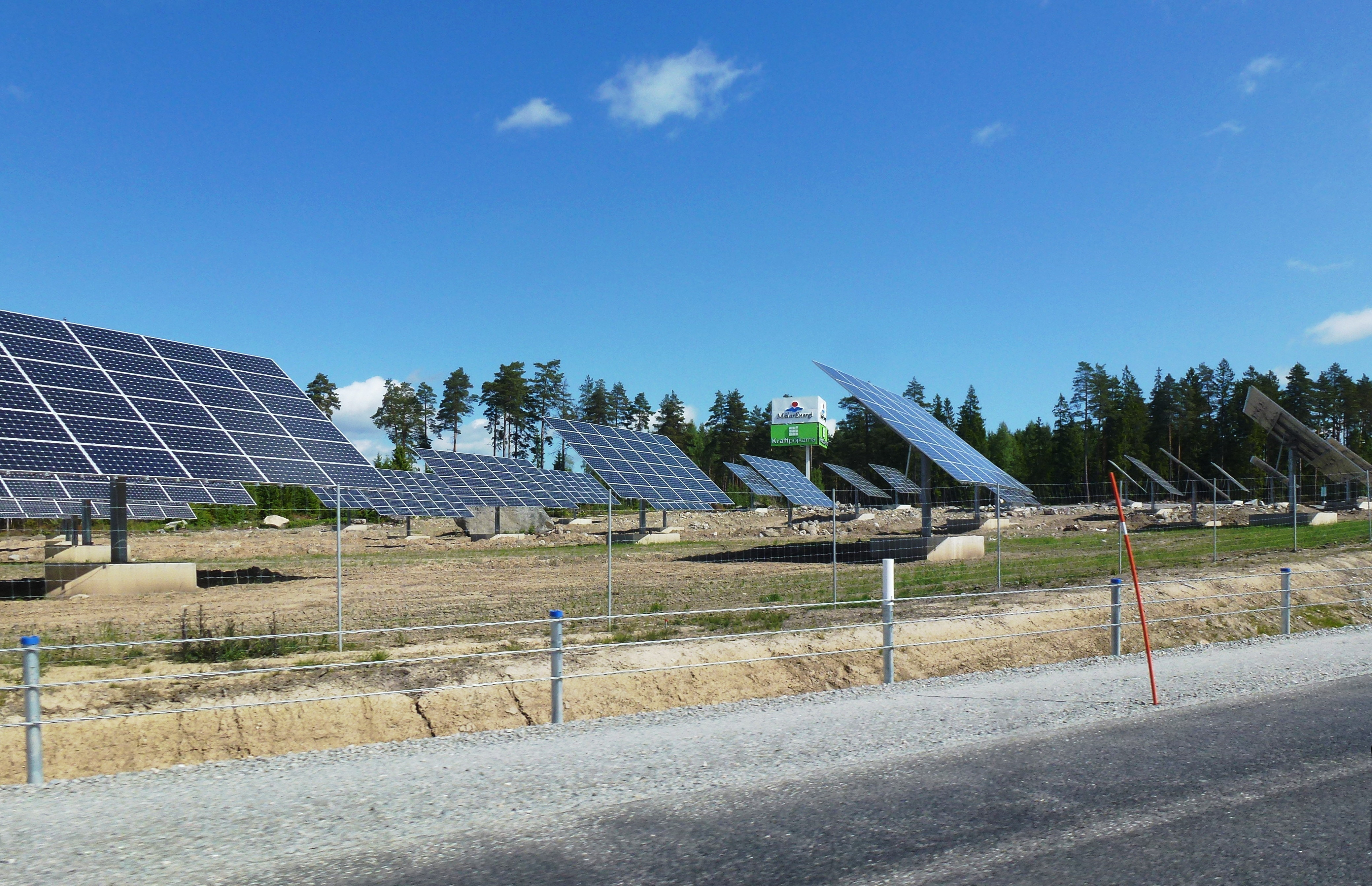
En rörlig fotovoltaikanläggning är Solparken, Västerås.

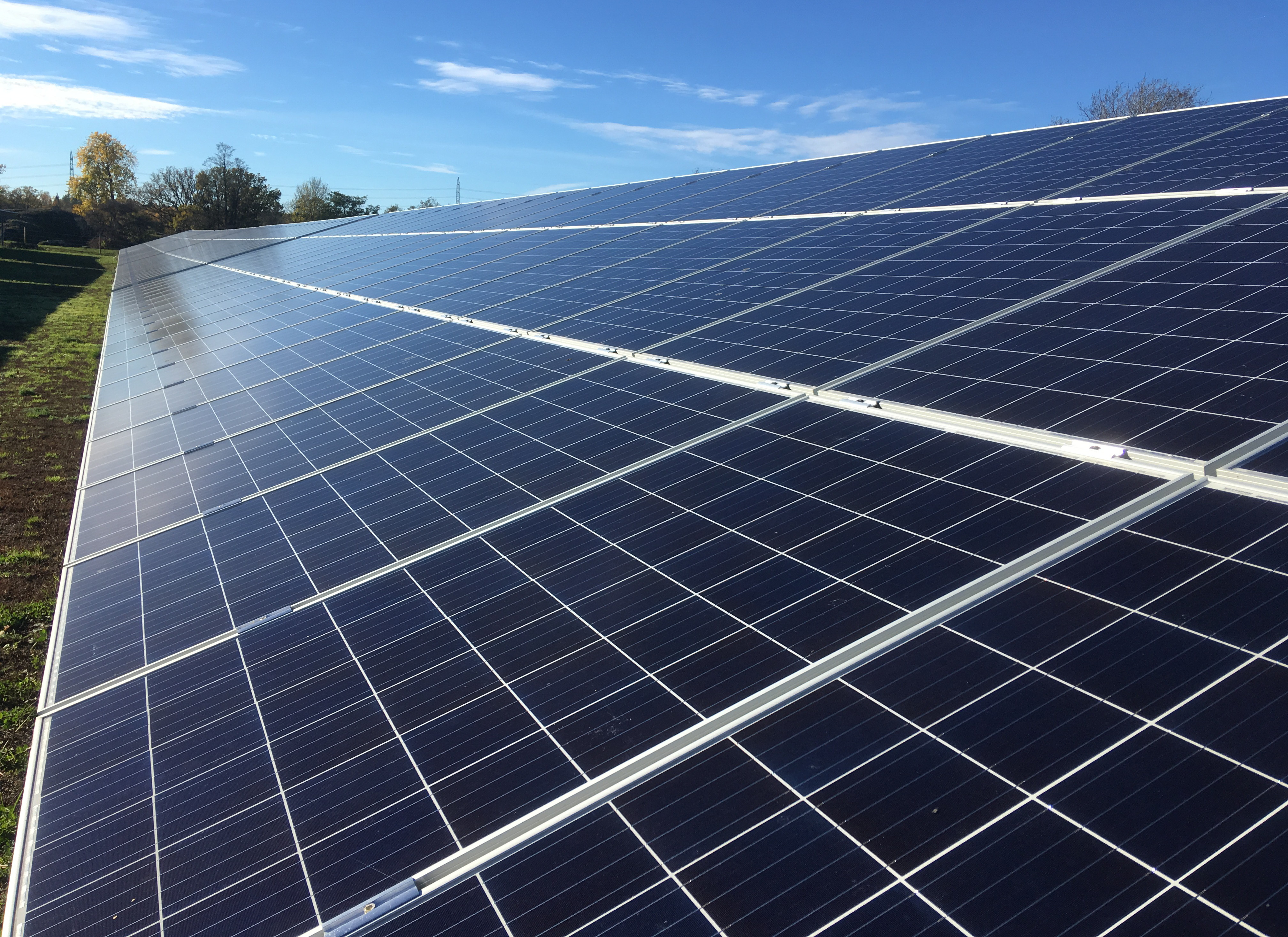
En fast fotovoltaikanläggning i Ågesta sollcellspark.

Fotovoltaik är teknik som utnyttjar den fotovoltaiska effekten för direkt omvandling av ljusenergi från solen (fotoner) till elektrisk energi (elektroner) genom så kallade solceller, eller fotovoltaiska celler. På grund av den ökade efterfrågan av koldioxidneutrala energikällor under senare år har tillverkningen av och forskningen kring solceller och fotovoltaiska anläggningar ökat kraftigt.
Världens fotovoltaiska produktion ökade med i genomsnitt 48 % varje år mellan 2002 och 2007, vilket innebar att den var den snabbast växande energiteknologin i världen under denna period.

## Etymologi
Namnet, som importerats via engelska "photovoltaics" (första belägg på engelska av "photo-voltaic" är från 1849), kommer från grekiska φῶς ("ljus") och "volt" (SI-enheten för elektrisk spänning som fått sitt namn efter Alessandro Volta). Ordet betonas på sista stavelsen som "teknik" eller "botanik".

## Den vetenskapliga förklaringen till fenomenet
Fenomenet involverar olika vetenskapliga discipliner som berör kvantmekanik, såsom elektrofysik, kvantkemi, fotokemi och elektrokemi. 
En solcell kan i princip vara en enkel anordning av halvledare som omvandlar ljus till elektrisk energi. De kemiska bindningarna hos cellerna är vitala för att fenomenet ska kunna ske, och kisel är mest använt då den är en halvledare och dessutom har bindningsförmågor som är nästintill identiska med kol. Omvandlingen åstadkommes genom att absorbera ljus och jonisera kristalliserade atomer och därigenom skapa fria, negativt laddade elektroner och positivt laddade joner. Om dessa joner skapas från de grundläggande kristalliserade atomerna, så kan deras joniserade tillstånd "överföras" till en granne från vilken den kan "överföras" till en annan granne och så vidare; det vill säga det joniserade tillståndet är mobilt; den beter sig som en elektron, och den kallas ett "hål". Den har egenskaper som liknar en fri elektron förutom att den har motsatt laddning.
Solceller kan göras från kristallina och amorfa halvledare. 
För att maximalt utnyttja de infallande fotonerna och få maximal effekt måste man maximera fotoners penetration av ytan, minimera reflektion, och minska hindren, såsom elektroder. Samtidigt måste kostnader reduceras. 
Inom den fysikaliska kemin pågår ett ständigt arbete med förbättringar vid produktion av solceller.